# Gmina Vipava
Vipava – gmina w zachodniej Słowenii. W 2002 roku liczyła 5200 mieszkańców.

## Miejscowości
Miejscowości wchodzące w skład gminy Vipava:

- Duplje
- Erzelj
- Goče
- Gradišče pri Vipavi
- Hrašče
- Lozice
- Lože
- Manče
- Nanos
- Orehovica
- Podbreg
- Podgrič
- Podnanos
- Podraga
- Poreče
- Sanabor
- Slap
- Vipava – siedziba gminy
- Vrhpolje
- Zemono